# Leucodon temperatus
Leucodon temperatus är en bladmossart som beskrevs av Hiroyuki Akiyama 1987. Leucodon temperatus ingår i släktet Leucodon och familjen Leucodontaceae. Inga underarter finns listade i Catalogue of Life.